# Neal Maupay
Neal Maupay (ur. 14 sierpnia 1996 w Wersalu) – francuski piłkarz pochodzenia argentyńskiego, występujący na pozycji napastnika we francuskim klubie Olympique Marsylia, do którego jest wypożyczony z angielskiego Evertonu. Były młodzieżowy reprezentant Francji. Wychowanek OGC Nice.

## Kariera klubowa
Maupay jest wychowankiem OGC Nice. W 2012 roku zdobył Coupe Gambardella. Zadebiutował w Ligue 1 15 września 2012 r., mając 16 lat i 32 dni. 15 grudnia 2012, zdobył swoją pierwszą bramkę w Ligue 1 w meczu z Evian TG.
10 stycznia 2013, OGC Nice zaoferował mu swój pierwszy profesjonalny kontrakt. Zaś 10 sierpnia 2015 roku przeszedł do AS Saint-Etienne, podpisując czteroletni kontrakt z nowym pracodawcą.
14 lipca 2017 zasilił szeregi angielskiego klubu Brentford F.C., gdzie swoją pierwszą bramkę zdobył w przegranym 4-3 meczu z Nottingham Forest.
| Sezon   | Klub                   | Kraj    | Rozgrywki      | Mecze | Bramki | Rozgrywki Europy | Mecze | Bramki |
| ------- | ---------------------- | ------- | -------------- | ----- | ------ | ---------------- | ----- | ------ |
| 2012/13 | OGC Nice B             | Francja | CFA            | 7     | 7      | –                | –     | –      |
| 2012/13 | OGC Nice               | Francja | Ligue 1        | 15    | 3      | –                | –     | –      |
| 2013/14 | OGC Nice               | Francja | Ligue 1        | 16    | 2      | Liga Europy UEFA | 0     | 0      |
| 2014/15 | OGC Nice               | Francja | Ligue 1        | 13    | 1      | –                | –     | –      |
| 2015/16 | AS Saint-Etienne       | Francja | Ligue 1        | 15    | 1      | Liga Europy UEFA | 3     | 0      |
| 2016/17 | Stade Brestois 29      | Francja | Ligue 2        | 28    | 11     | –                | –     | –      |
| 2017/18 | Brentford F.C.         | Anglia  | Championship   | 42    | 12     | –                | –     | –      |
| 2018/19 | Brentford F.C.         | Anglia  | Championship   | 43    | 25     | –                | –     | –      |
| 2019/20 | Brighton & Hove Albion | Anglia  | Premier League | 37    | 10     | –                | –     | –      |
| 2020/21 | Brighton & Hove Albion | Anglia  | Premier League | 33    | 8      | –                | –     | –      |
| 2021/22 | Brighton & Hove Albion | Anglia  | Premier League | 5     | 3      | –                | –     | –      |

Stan na: 26 września 2021

## Sukcesy

### Klubowe
- OGC Nice
  - Coupe Gambardella: 2012